# اچ‌ام‌ای‌اس کانگورو
اچ‌ام‌ای‌اس کانگورو (به انگلیسی: HMAS Kangaroo) یک کشتی بود که طول آن ۱۷۸ فوت ۳ اینچ (۵۴٫۳۳ متر) بود. این کشتی در سال ۱۹۴۰ ساخته شد.